# Matti da slegare
Matti da slegare è un film documentario del 1975 scritto e diretto da Marco Bellocchio, Silvano Agosti, Sandro Petraglia, Stefano Rulli.
Il film nacque con l'intento di sostenere le tesi dello psichiatra Franco Basaglia sulla malattia mentale e di contribuire all'impegno politico sociale per l'eliminazione dei manicomi. Fu girato all'interno dell'ospedale psichiatrico di Colorno e fu finanziato dalla famiglia Salvarani e dalla amministrazione della Provincia di Parma.

## Trama
Il contenuto è rappresentato dai racconti dei malati, dalle loro storie, in particolare da quelle di Paolo, Angelo, Marco e dalle loro esperienze di lavoro all'esterno della struttura. La sequenza finale è un ballo organizzato nell'istituto.

## Produzione
Inizialmente il film-documentario fu girato in 16 mm e destinato a ospedali psichiatrici, scuole, cineclub, circoli politici e culturali. Il titolo originale era Nessuno o tutti (una citazione di Bertolt Brecht), durava tre ore ed era composto di due parti: Tre storie e Matti da slegare, di 100 minuti ciascuna. Da esso fu ricavata un'edizione in 35 mm, di due ore e un quarto, con il titolo della seconda parte.

### Tecnica cinematografica
Il film si ispira al modello del cinema verità. I protagonisti stessi raccontano le proprie storie davanti alla macchina da presa. Gli autori sono presenti come "... mediatori non invadenti anche se partecipi".
Goffredo Fofi nel 1975 su Ombre rosse interviene presentando una dettagliata intervista ai quattro autori e riporta un colloquio trascritto dal film con il degente dell'ospedale psichiatrico di Colorno, Manlio Martinelli, che ha l'occasione di esprimersi ampiamente in modo relativamente adeguato alla propria condizione concludendo con queste parole: «(...) Colorno, signori, deve sparire, perché è una piaga che rimane indelebile sul nostro corpo e sul nostro sangue». Nell'opera specifica di Bellocchio, che nell'intervista ricorda come il film abbia alla base un numero altissimo di riprese  e sia stato «"costruito" alla moviola», Matti da slegare si inserisce nella propria ricerca sotto il segno dell'utopia.

## Riconoscimenti
- 1975 Berlinale – Forum: Premio FIPRESCI, Premio OCIC (presentato nella versione lunga “Nessuno o tutti” )
- 1975 Mostra di Venezia
- 1975 Nyon FF